# Anthidiellum toltecum
Anthidiellum toltecum är en biart som först beskrevs av Cresson 1878.  Anthidiellum toltecum ingår i släktet Anthidiellum och familjen buksamlarbin. Inga underarter finns listade i Catalogue of Life.